# Pòssums
Els pòssums o falangeriformes (Phalangeriformes) són un grup de marsupials arborícoles nadius d'Austràlia, Nova Guinea i Cèlebes i introduïts a Nova Zelanda, on han constituït un problema ecològic per la manca de predadors. El nom els fou donat pels colons angloparlants, per la semblança amb els opòssums o sarigues d'Amèrica, també marsupials però pertanyents a un ordre diferent.